# ملعب فيسنتي كالديرون
ملعب فيسينتي كالديرون (بالإسبانية: Estadio Vicente Calderón، تلفظ بالإسبانية: ‎/esˈtaðjo βiˈθente kaldeˈɾon/‏)‏ هو ملعب نادي أتلتيكو مدريد سابقاً. سمي الملعب بهذا الاسم نسبة إلى الرئيس السابق لأتلتيكو مدريد فيسنتي كالديرون. يعد من أكبر الملاعب في إسبانيا وأوروبا ويقع في مدينة مدريد وتبلغ مساحته 55 ألف متفرج تقريباً ودائماً ما تقام عليه مباريات المنتخب الإسباني لكرة القدم. تم تصنيف الملعب في عام 2003 ضمن ملاعب «5 نجوم» وذلك من قبل الإتحاد الأوروبي.
حالياً تدور مفاوضات بين إدارة نادي أتلتيكو مدريد وبلدية مدريد لبيع النادي واستثمار منطقته في تشييد أبراج سكنية، وتشير الأنباء الأخيرة بأن إدارة أتلتيكو مدريد يمكن أن توافق على بيع النادي بمبلغ يقارب 300 مليون يورو على أن ينتقل أتلتيكو مدريد إلى ملعب أصغر ريثما تبني الإدراة الملعب الجديد.

## الموقع
يقع ملعب فيسنتي كالديرون على ضفاف نهر مانزاناريس.
يمكن الولوج إلى الملعب عن طريق مترو مدريد. أقرب المحطات هي: محطة بيراميديس ومحطة ماركيس دي فادييو، وكلاهما على الخط الخامس من مترو مدريد.

## مباريات كأس العالم 1982 في الكالديرون
استضاف الملعب 3 مباريات في كأس العالم 1982.
| التاريخ       | الفريق الأول     | النتيجة | الفريق الثاني    | الجولة                            |
| ------------- | ---------------- | ------- | ---------------- | --------------------------------- |
| 28 يونيو 1982 | النمسا           | 0–1     | فرنسا            | المجموعة الرابعة (الجولة الثانية) |
| 1 يوليو 1982  | النمسا           | 2–2     | أيرلندا الشمالية | المجموعة الرابعة (الجولة الثانية) |
| 4 يوليو 1982  | أيرلندا الشمالية | 1–4     | فرنسا            | المجموعة الرابعة (الجولة الثانية) |

## معرض صور

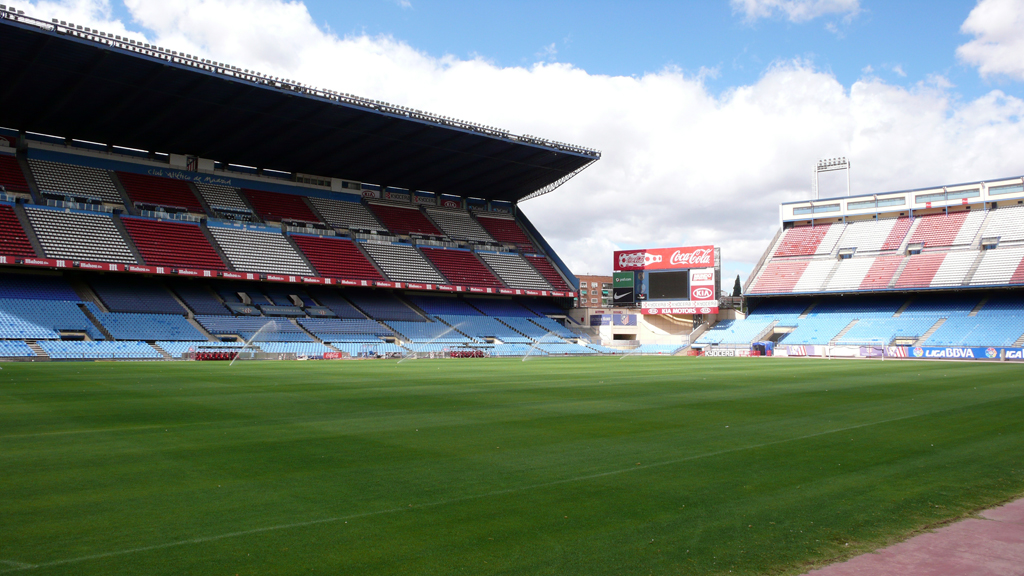
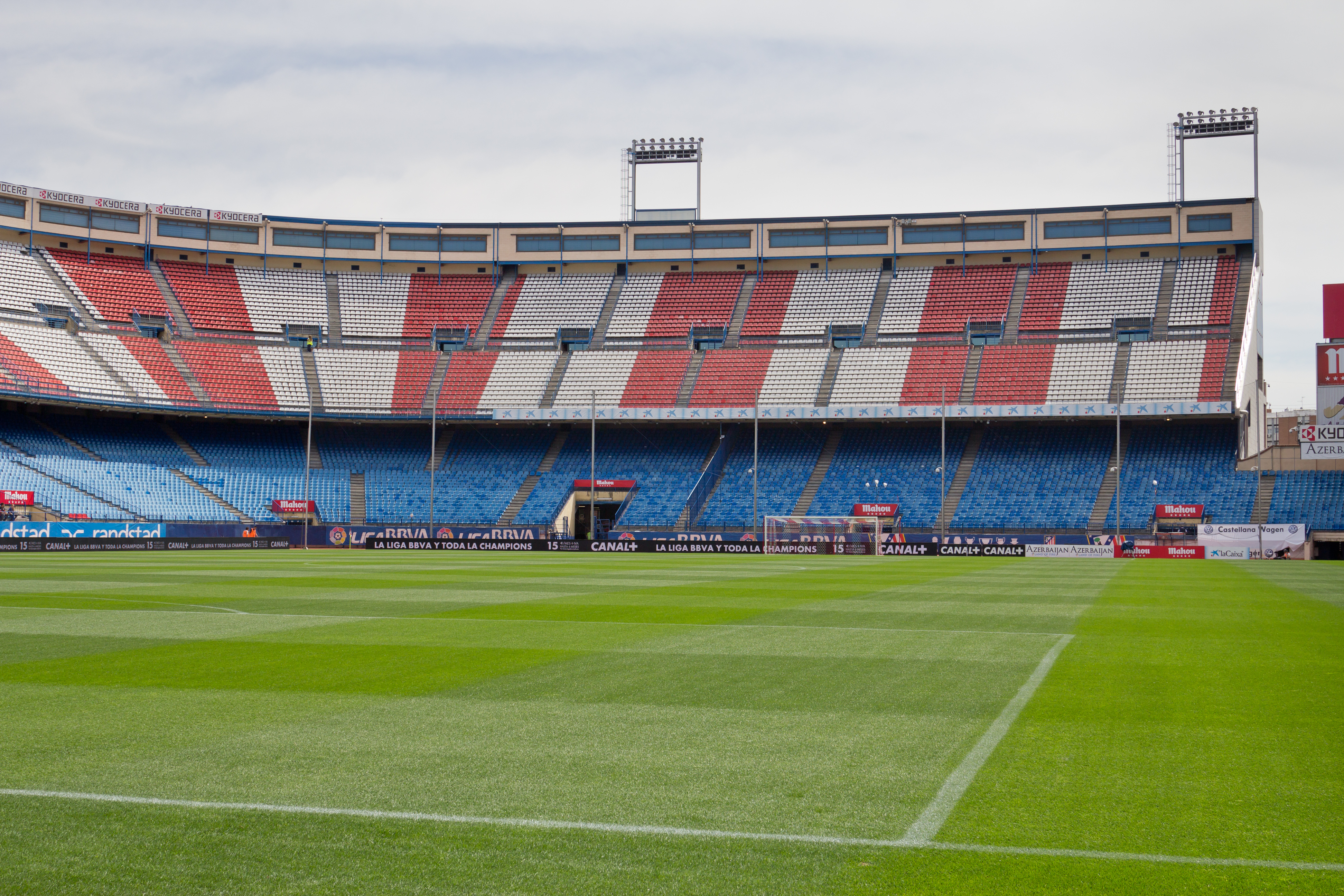
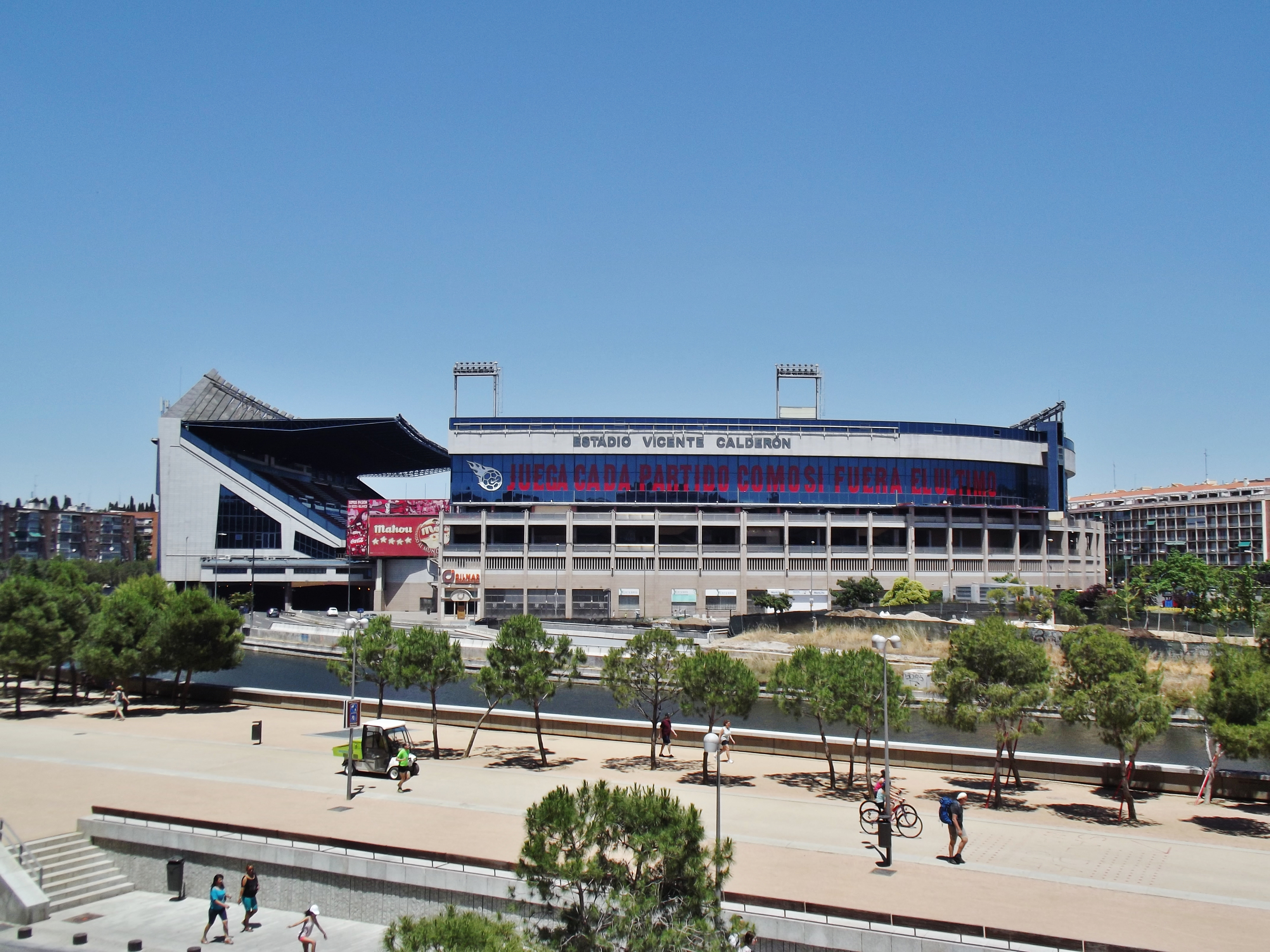
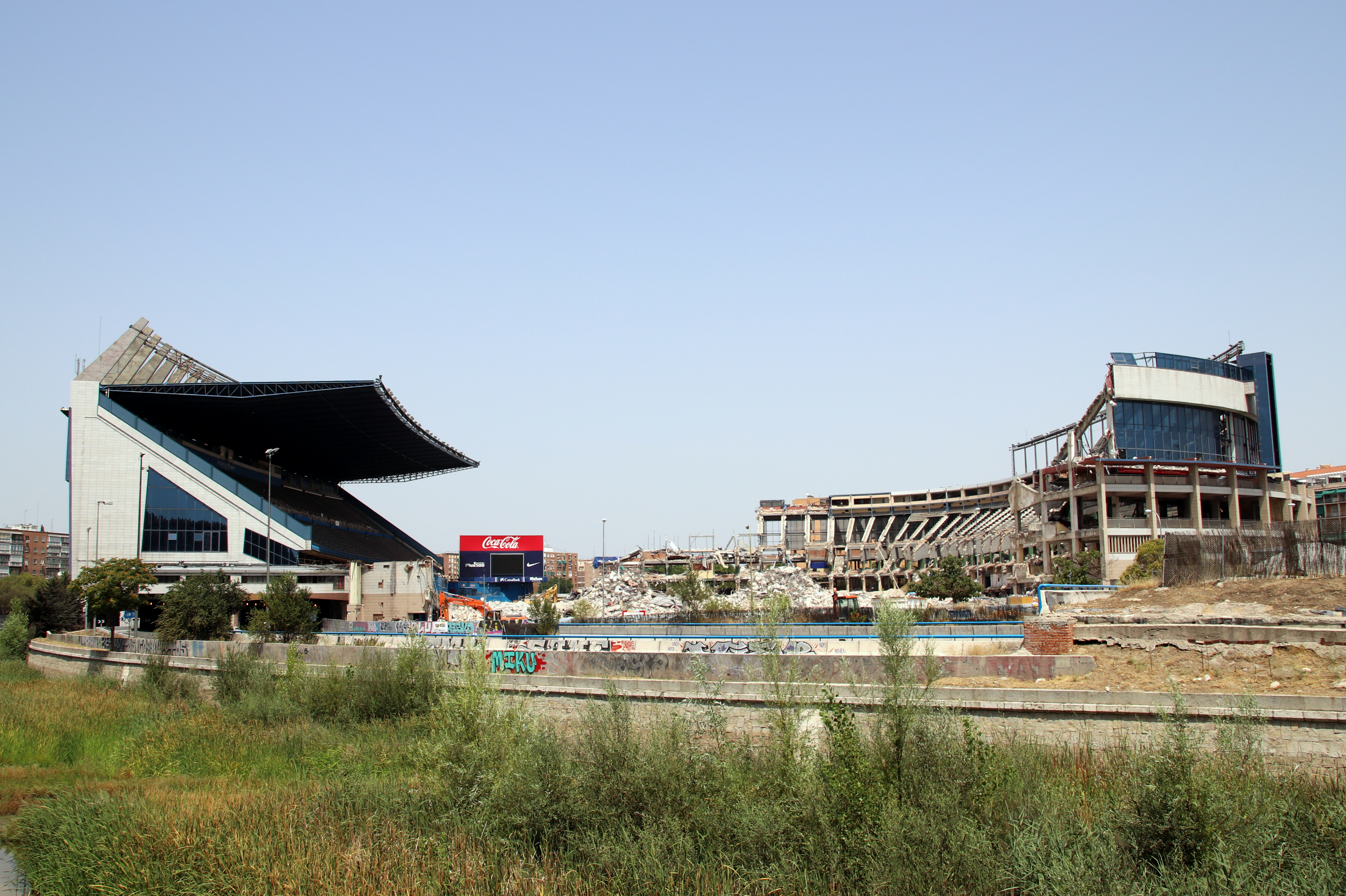
الملعب أثناء هدمه
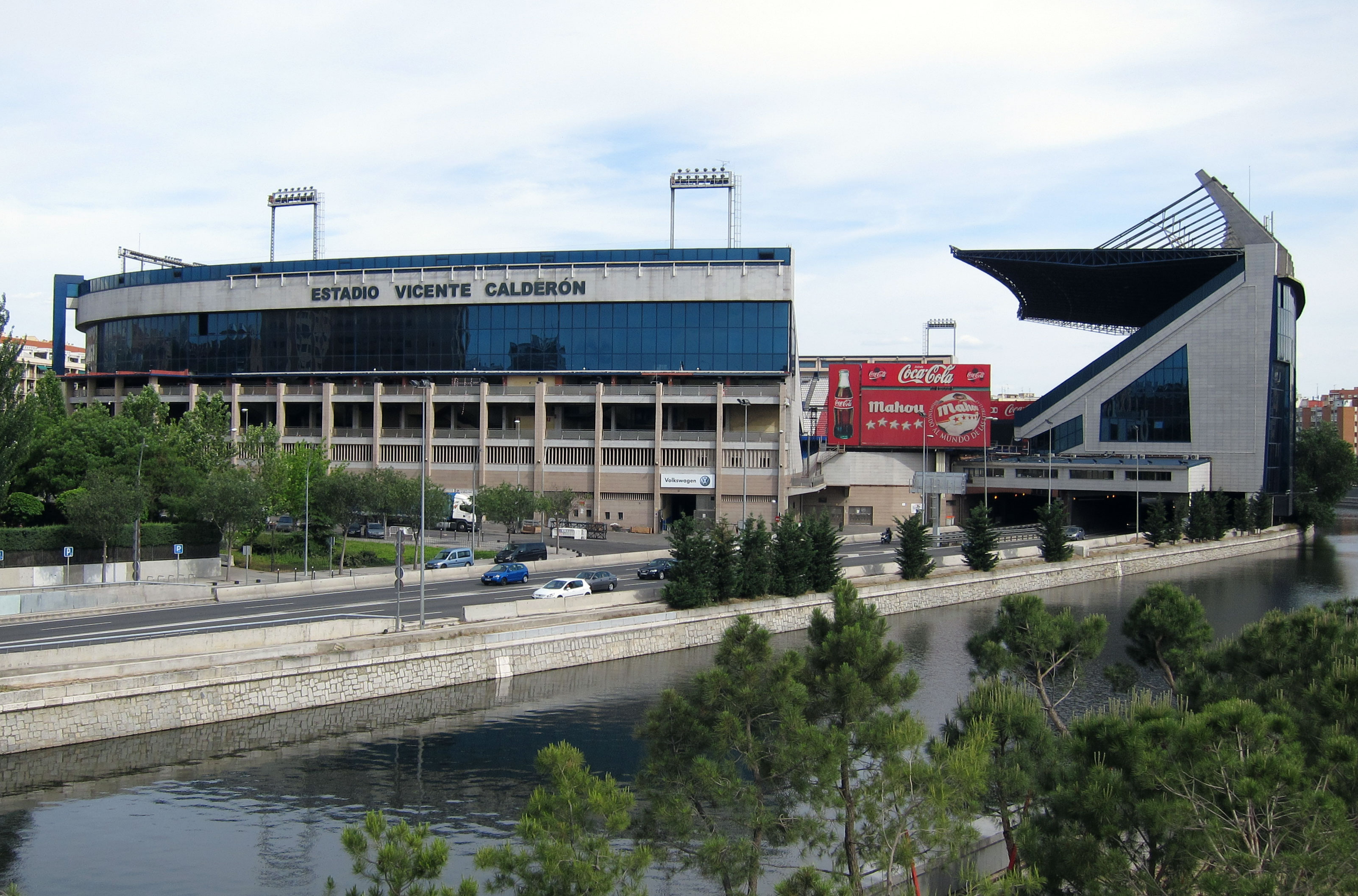